# Yaniuvis López
Yaniuvis López Sago (* 1. Februar 1986 in Santiago de Cuba) ist eine ehemalige kubanische Leichtathletin, die sich auf das Kugelstoßen spezialisiert hat.

## Sportliche Laufbahn
Erste Erfahrungen bei internationalen Meisterschaften sammelte Yaniuvis López im Jahr 2003, als sie bei den Jugendweltmeisterschaften im kanadischen Sherbrooke mit einer Weite von 14,41 m den siebten Platz im Kugelstoßen belegte. 2006 belegte sie bei den U23-NACAC-Meisterschaften in Santo Domingo mit 15,09 m den vierten Platz und 2008 gewann sie bei den Zentralamerika- und Karibikmeisterschaften (CAC) in Cali mit 17,87 m die Bronzemedaille hinter Cleopatra Borel aus Trinidad und Tobago und ihrer Landsfrau Yumileidi Cumbá. Im Jahr darauf sicherte sie sich bei den CAC-Meisterschaften in Havanna mit 18,81 m die Silbermedaille hinter ihrer Landsfrau Misleydis González und anschließend schied sie bei den Weltmeisterschaften in Berlin mit 17,71 m in der Qualifikationsrunde aus. Nach einer krankheitsbedingten zweijährigen Wettkampfpause verpasste sie bei den Weltmeisterschaften in Moskau mit 16,82 m den Finaleinzug und im Jahr darauf siegte sie mit 17,96 m beim Panamerikanischen Sportfestival in Mexiko-Stadt, ehe sie bei den Zentralamerika- und Karibikspielen in Xalapa mit 17,88 m die Silbermedaille hinter Cleopatra Borel gewann. 2015 belegte sie bei den Panamerikanischen Spielen in Toronto mit 17,78 m den vierten Platz, ehe sie bei den NACAC-Meisterschaften in San José mit 16,76 m die Bronzemedaille hinter den US-Amerikanerinnen Jillian Camarena-Williams und Jeneva Stevens gewann. Anschließend schied sie bei den Weltmeisterschaften in Peking mit 17,10 m in der Qualifikationsrunde aus. Im Jahr darauf verpasste sie dann bei den Olympischen Sommerspielen in Rio de Janeiro mit 17,15 m den Finaleinzug. 2017 erreichte sie bei den Weltmeisterschaften in London das Finale und belegte dort mit 18,03 m den achten Platz. Im Jahr darauf gelangte sie bei den Hallenweltmeisterschaften in Birmingham mit 18,19 m auf den siebten Platz und im August gewann er bei den CAC-Spielen in Barranquilla mit 18,03 m erneut die Silbermedaille hinter Cleopatra Borel. 2019 belegte sie bei den Panamerikanischen Spielen in Lima mit 17,99 m den fünften Platz, ehe sie 2020 ihre aktive sportliche Karriere im Alter von 34 Jahren beendete.
In den Jahren 2013 und 2014 sowie 2016, 2017 und 2019 wurde López kubanische Meisterin im Kugelstoßen.